# Dominomus

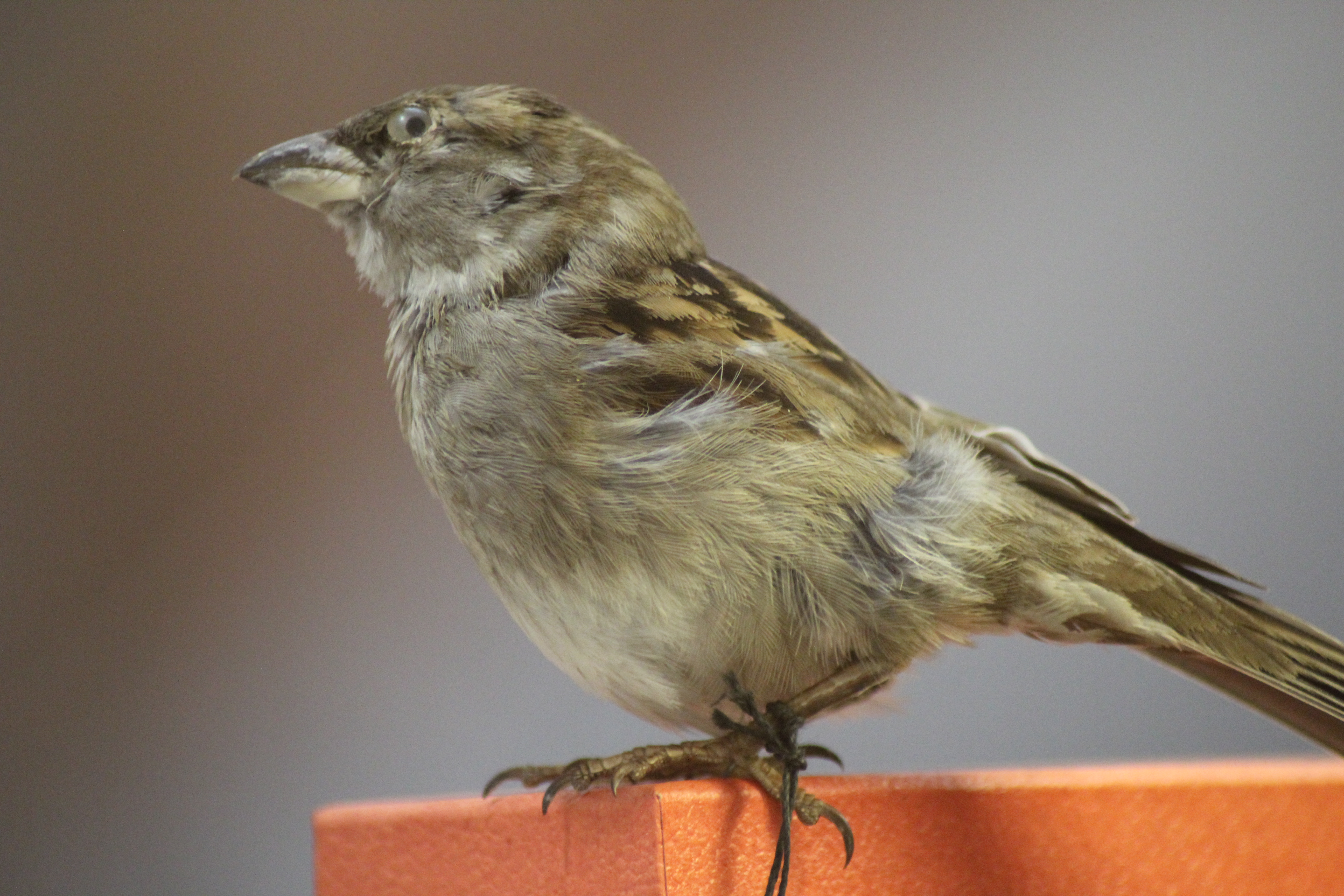
De dominomus in het Natuurhistorisch Museum Rotterdam

De dominomus is een opgezette huismus zonder linkervleugel van het soort passer domesticus die op 14 november 2005 werd doodgeschoten in het Frisian Expo Centre in Leeuwarden, toen daar de voorbereidingen bezig waren voor Domino Day 2005. Het doden van de vogel zorgde in Nederland voor veel onbegrip, bedreigingen en haalde naast de voltallige Nederlandse media ook de Vlaamse pers, de Britse tv, CNN en zelfs de kolommen van The New York Times. De mus is na haar dood opgezet en bevindt zich in de collectie van het Natuurhistorisch Museum Rotterdam.

## Incident
Op 14 november 2005 vloog de mus het centrum binnen, waar op dat moment al ongeveer 3,5 miljoen dominosteentjes stonden opgesteld voor de recordpoging met 4,3 miljoen steentjes, vier dagen later. De vogel raakte een of meerdere dominosteentjes, waardoor er 23.000 steentjes omvielen. Omdat er tussenschotten waren geplaatst, kon de mus niet door het hele centrum vliegen, maar er bleef gevaar voor vele andere opgestelde steentjes.
De organisatie gaf het ongediertebestrijdingsbedrijf Ware Care de opdracht de vogel te vangen. Nadat een medewerker dit vergeefs probeerde met stokken en netten werd het bedrijf Duke Faunabeheer ingeroepen om de mus te doden. De vogel werd met een luchtbuks gedood. Eén schot met een 5,5 mm kogeltje bleek voldoende, maar daarbij werd de linkervleugel afgeschoten.

## Media-aandacht
Enkele nieuwsprogramma's en -websites brachten het voorval naar buiten. Het doden van de vogel zorgde voor veel weerstand onder een deel van de Nederlandse bevolking en verschillende dierenrechtenorganisaties. Zij zagen het belang niet in om een beschermde diersoort te doden voor slechts een recordpoging. De Nederlandse website GeenStijl.nl bood duizend euro als iemand 1 miljoen dominosteentjes zou weten om te gooien, waardoor de recordpoging teniet zou zijn gedaan en radio-deejay Ruud de Wild van Radio 538 verdrievoudigde deze som. Mensen uit de omgeving van Leeuwarden meldden zich al met onder andere bladblazers en muizen, maar uitzendgemachtigde SBS6 en producent Endemol hadden het pand al voorzien van extra 24-uursbeveiliging. De gemeente Leeuwarden gaf echter aan geen extra politie in te willen zetten voor de uit de hand gelopen situatie.
De medewerker van Duke Faunabeheer die de mus doodde, werd vele malen per dag met de dood bedreigd, ontving liefst 1800 haatmails, deed aangifte en kreeg politiebewaking. In een van de mails werd hem verteld dat zijn vrouw verkracht zou worden, in een ander dat hij zelf beschoten zou worden, dusdanig dat hij verlamd zou geraken. In 2019 ontving de medewerker nog steeds doodsbedreigingen. Ook Robin Paul Weijers, de bedenker van het record, en Duke Faunabeheer werden massaal bedreigd. Tegen producent Endemol en Duke Faunabeheer werden bij de politie aanklachten ingediend door onder andere de Dierenbescherming. SP-lid Krista van Velzen stelde Kamervragen.
Er werden door een Friese lokale omroep twee liedjes geschreven over de kwestie en de dominomus kreeg ook zijn eigen website en condoleanceregister. De mus kreeg ook internationaal aandacht in kranten, nieuwsprogramma's en op websites. Het Britse satirische televisieprogramma Have I got news for you vond het bijvoorbeeld grappig genoeg om er even bij stil te staan. De mus belandde in die uitzending in dezelfde categorie als de Amerikaanse president George W. Bush, die diezelfde week in China tegen een deur aan was gelopen. Ook het BBC-quizprogramma QI en de Amerikaanse tv-nieuwszender CNN schonken aandacht aan de mus. Bij de live-uitzending van Domino Day werd ook door tv-zender SBS6 stilgestaan bij de dood van de dominomus.
Het ministerie van Landbouw liet desgevraagd aan de stichting Faunabescherming weten dat de vogel illegaal was doodgeschoten en het Openbaar Ministerie in Nederland legde de schutter een boete op van 200 euro.

## Museumstuk
Het Natuurhistorisch Museum Rotterdam kreeg toestemming om de vogel op te zetten en tentoon te stellen. Bij de preparatie bleek dat het om een jong vrouwtje ging met een lege maag. Ze lag in een leeg margarinebakje toen ze werd opgehaald.
De opgezette mus stond centraal tijdens De Grote Huismus Tentoonstelling (14 november 2006 tot en met 13 mei 2007). Op 14 november werd de tentoonstelling geopend door Margreet Dolman (Paul Haenen), een boek werd aangeboden aan de oudste mussendeskundige ter wereld Denis Summers Smith en er werden twee 'mussenmuziekstukken' van de jonge Nederlandse componist Niels Berentsen uitgevoerd. Van 16 juni t/m 16 december 2007 was de dominomus te zien in de huismussententoonstelling 'Blij met een dode mus', in het Natuurmuseum Fryslân te Leeuwarden.
De mus bevindt zich in de vaste tentoonstelling Dode dieren met een verhaal van het Natuurhistorisch Museum Rotterdam en behoort volgens het museum tot de favoriete opgezette dieren van de bezoekers.